# کولون صعودی
در آناتومی انسان و نخستی‌های همسان، کولون صعودی (به انگلیسی: Ascending colon) یا پس‌رودهٔ بالارو بخشی از روده بزرگ است که بین سکوم و کولون عرضی قرار دارد.

## ویژگی‌ها و ساختار
کولون صعودی از نظر کالیبر کوچک‌تر از کورروده از جایی است که آغاز می‌شود. به سوی بالا، در برابر دریچه ایلئوسکال، به سطح زیرین لوب راست کبد، در سمت راست کیسه صفرا، جایی که در یک فرورفتگی کم‌عمق جای می‌گیرد، یعنی اثر کولیک می‌رود. در اینجا به‌طور ناگهانی به سوی جلو و به چپ خم می‌شود و خمش پس‌رودهٔ راست (کبدی) را تشکیل می‌دهد که در آنجا به پس‌رودهٔ افقی تبدیل می‌شود.
این اندام در تماس با دیواره پشتی شکم توسط صفاق حفظ می‌شود، که سطح جلویی و کناره‌های آن را می‌پوشاند، سطح پشتی آن توسط بافت آرئولار شل با ماهیچهٔ تهیگاهی، چهارگوش کمری، منشأ زردپی پهن عرضی شکم و با بخش جلویی متصل می‌شود. بخش پایینی و کناری کلیه راست است.
گاهی صفاق به‌طور کامل آن را می‌پوشاند و یک مزانتر مشخص اما باریک را تشکیل می‌دهد.
در مقابل، با پیچش ایلئوم و دیواره‌های شکم ارتباط دارد.